# Аксёнов, Владимир Васильевич
Влади́мир Васи́льевич Аксёнов (р. 13 января 1957, Красноярск-26, ныне Железногорск Красноярского края, СССР) — советский и российский резчик по дереву, художник, педагог. Автор деревянной подвижной скульптуры «Хвастун видал, как медведь летал» (1977), получившей распространение и тиражируемой без его авторства. Автор современного графического воплощения герба Белгорода (1999).

## Биография
Владимир Аксёнов родился 13 января 1957 года в Красноярске-26 (ныне Железногорск Красноярского края), куда его родители (отец — токарь-фрезеровщик и мать — крановщица) попали по путёвке из Москвы. В 1963 году вместе с семьёй переехал в Обнинск Калужской области.
В 1966—1973 годах учился в детской художественной школе Обнинска у Алексея Космачёва, Александра Шубина, Алексея Тихонова. Художественная школа была выбором отца Владимира Аксёнова — бывшего детдомовца, не имевшего возможности реализовать себя в изобразительном искусстве. Сыну поначалу не нравились занятия в «художке», но постепенно он в них втянулся.
В общеобразовательной школе Володя Аксёнов любил математику, геометрию, историю и географию, но уже к шестому классу выбрал для себя профессию художника и резчика по дереву и после восьмого класса принял решение поступать в Абрамцевское художественно-промышленное училище (АХПУ) в Хотькове. Окончив художественную школу с отличием и будучи одним из лучших её учеников, юноша, несмотря на конкурс 4 человека на место, не сомневался в своём поступлении на отделение резьбы по дереву АХПУ, и всё время подготовки к экзменам играл в карты. Сдав экзамен, он, тем не менее, не прошёл по конкурсу на отделение резьбы и вернулся в Обнинск для продолжения учёбы в девятом классе.
После окончания девятого класса в 1973 году Владимир Аксёнов поступил сразу в два художественных училища, но выбрал Абрамцевское, в котором учился у М. Н. Шипеева и В. И. Брысина и которое закончил через четыре года лучшим учеником.
В 1977 году Аксёнов получил первую премию в конкурсе Богородского промысла за деревянную подвижную скульптуру на тему русской поговорки «Хвастун видал, как медведь летал». При известности его как автора скульптуры, авторское право Аксёнова на эту работу не было закреплено. В 1992 году Владимир Аксёнов стал свидетелем массового тиражирования своей скульптуры для продажи за границу без какой бы то ни было выплаты ему роялти и оставил эту ситуацию без судебного разбирательства.
В 1977 году, после окончания Абрамцевского училища, вместе с женой, окончившей училище вместе с ним, попросил распределение в Белгород и переехал в этот город. В том же году на два года был призван в Советскую армию; служил в штабе ПВО в центре Москвы на Кировской улице.
В 1985 году в двадцативосьмилетнем возрасте был принят в Союз художников СССР и получил в центре Белгорода домик-мастерскую площадью 45 квадратных метров. Несколько позже был выдвинут на соискание премии Советского фонда культуры и стал стипендиатом от Белгородской области. Эта стипендия позволила Аксёнову с женой совершить путешествие по Индии.
В 1992 году в условиях экономического кризиса в России и отсутствия доходов в семье Аксёнов принял предложение преподавать резьбу по дереву заключённым в колонии строгого режима. Курс обучения резчика по дереву был рассчитан на один год, и Владимир Аксёнов за восемь лет работы подготовил около двухсот заключённых, многие из которых, выйдя на свободу, сделали резьбу по дереву своей профессией. Находясь в экстремальных условиях колонии, Аксёнов бросил курить и полностью прекратил играть в азартные игры.

Герб Белгорода. Автор графического воплощения — Владимир Аксёнов

В 1999 году принял участие в конкурсе на графическое воплощение герба Белгорода, в котором занял 1 место.
В 2000 году Владимир Аксёнов познакомился с протоиереем Сергием Фроловым, который предложил ему приехать и посмотреть православную школу-пансион «Плёсково» в Московской области. Художник откликнулся и на следующий день после посещения школы получил предложение там работать. Поначалу был резчиком по дереву в концерне «Ридиос» и вёл кружок резьбы по дереву для детей. Через год был назначен на должность учителя технологии. Для местного плёсковского храма Аксёнов сделал значительную часть аналоев, киотов и резных украшений. В 2003 году вы́резал подарок для приезжавшего в Плёсково патриарха Алексия II. Аксёновым нарисован герб плёсковской школы с девизом «Бог сохраняет всё».
По предложению духовника школы-пансиона протоиерея Николая Соколова (настоятеля храма-музея Св. Николая Чудотворца в Толмачах при Третьяковской галерее) вместе с В. А. Пантелеевым сделал киот для иконы Владимирской Богоматери. Работа была завершена в 2006 году.
В 2009 году вернулся в Белгород и в должности доцента кафедры декоративно-прикладного искусства Белгородского государственного института культуры и искусств (БГИКИ) (ныне Белгородский государственный институт искусств и культуры, БГИИК) начал преподавать студентам.
В этот последний период много путешествовал по России со своим ближайшим другом — художником Владимиром Козьминым, умершим в 2012 году, — чаще всего на Байкал. Впечатления от этих поездок нашли отражение в пейзажах масляной пастелью, которая, наряду с резьбой по дереву, стала основной техникой Аксёнова.
Владимир Аксёнов — коллекционер стекла, старых фотографических портретов, настольных памятных медалей. В отдельное собрание сложились деревянные игрушки, сделанные учениками Владимира Аксёнова в школе-пансионате «Плёсково».

## Семья
- Жена — Галина Ильинична Аксёнова (урождённая Фролова, р. 1953), советский и российский художник декоративно-прикладного искусства. Работает в технике лоскутного шитья, аппликации[3][4]. Со своей будущей женой Владимир Аксёнов учился в одной группе в Абрамцевском художественно-промышленном училище. Свадьба состоялась 13 сентября 1975 года[1].
  - Дочь — Мария Владимировна Аксёнова (р. 1981), художник-прикладник[1].
    - Внучка — Анна[1].

## Участие в творческих и общественных организациях
- Член Союза художников СССР (1985—1991)
- Член Союза художников России (с 1991)[2]

## Местонахождение произведений
- Храм-музей Св. Николая Чудотворца при Третьяковской галерее (Москва)
- Белгородский государственный художественный музей
- Старооскольский художественный музей
- Хотьковский художественный музей
- Частные собрания России, Австрии, Германии, Израиля, Польши, США, Франции[2]